# Adaluma urumella
Adaluma urumella är en fjärilsart som beskrevs av Tindale 1922. Adaluma urumella ingår i släktet Adaluma och familjen juvelvingar. Inga underarter finns listade i Catalogue of Life.